# Čajetina
Čajetina városa az azonos nevű község székhelye Szerbiában, a Zlatibori körzetben.

## Népesség
- 1948-ban 654 lakosa volt.
- 1953-ban 763 lakosa volt.
- 1961-ben 752 lakosa volt.
- 1971-ben 1 199 lakosa volt.
- 1981-ben 1 778 lakosa volt.
- 1991-ben 2 588 lakosa volt
- 2002-ben 3 162 lakosa volt, melyből 3 102 szerb (98,1%), 26 montenegrói, 15 jugoszláv, 2 magyar, 1 horvát, 12 ismeretlen.

## A községhez tartozó települések
- Alin Potok
- Branešci
- Golovo
- Gostilje
- Dobroselica
- Drenova
- Željine
- Zlatibor (Čajetina)
- Jablanica (Čajetina)
- Kriva Reka
- Ljubiš
- Mačkat
- Mušvete
- Rakovica (Čajetina)
- Rožanstvo
- Rudine
- Sainovina
- Semegnjevo
- Sirogojno
- Stublo
- Tripkova
- Trnava (Čajetina)
- Šljivovica (Čajetina)